# Allodape mirabilis
Allodape mirabilis är en biart som beskrevs av Schulz 1906. Allodape mirabilis ingår i släktet Allodape och familjen långtungebin. Inga underarter finns listade i Catalogue of Life.